# Rencontre East
Rencontre East es un pueblo canadiense situado en la provincia de Terranova y Labrador.

## Superficie
Rencontre East tiene una superficie de 2,56 km².

## Demografía
En 2021, tenía 115 habitantes, una densidad poblacional de 44,9 hab./km², y 75 viviendas.